# Funeral (banda)
Funeral es una banda noruega formada en 1991 caracterizada por utilizar estilos como funeral doom y doom/gothic, siendo conocidos (junto con Skepticism y Thergothon) como uno de los pioneros del funeral doom. 

## Historia
En 1993 graban su primer demo titulado Tristesse y posteriormente, en 1994, lanzan un maxisencillo con la discogrfica norteamericana Wild Rags Records bajo el mismo título ya inmersos en la escena funeral doom. A este maxisencillo le seguiría su segundo demo, Beyond All Sunsets, completamente inmerso en un funeral doom tradicional, lento y depresivo. En 1994 la banda recluta a Toril Snyen, quien complementa el estilo musical con voces dulces femeninas siguiendo el ejemplo de la gran pionera del Death/Doom, Paradise Lost. Con esta formación lanzan al mercado su álbum Tragedies en 1995, probablemente uno de los álbumes de funeral doom más famosos de todos los tiempos. Al poco tiempo Toril Snyen abandona la banda.
En 1996, ya más inmersos en el death/doom, con un fuerte componente sinfónico de las melodías, graban en Inglaterra 10 canciones en los Academy Studios y trabajan con bandas británicas de la talla de My Dying Bride, Anathema y Cradle of Filth. Poco después se agrega a la formación Sarah Eick como vocal femenina y terminan de grabar cinco de las 10 canciones que habían comenzado a grabar en los Academy Studios resultando de esta serie de ensayos el disco To Mourn Is a Virtue en 1997. Este demo de cinco canciones es bastante raro y solo fueron distribuidas unas cuantas copias a estaciones de radio y por Internet.
Poco después de este lanzamiento pierden nuevamente a su vocalista sin embargo rápidamente su puesto es ocupado por Hanne Hukkelberg. En 1999 lanzan un cuarto demo titulado The Passion Play el cual nuevamente es distribuido escasamente y es relativamente difícil conseguir. En el 2002 lanzan su segundo álbum completo bajo la protección de la disquera italiana de doom metal, Nocturnal Music. In Fields of Pestilential Grief, su segundo álbum, se encuentra inmerso mucho más notablemente en el death/doom y se trata de una producción de excelente calidad en la misma vena que My Dying Bride o Inborn Suffering.
En enero de 2003 el bajista y escritor de Funeral, Einar Frederiksen, se suicida y la banda permanece sin actividades el resto del año. Tres años después, el 28 de octubre de 2006, el guitarrista, Christian Loos fue encontrado muerto en su casa. En el 2007 la banda saca From These Wounds, ya en la era post-Loos, con fuerte carga de death/doom y metal gótico.

## Discografía
- Tristesse - Demo 1993, mini CD 1994
- Beyond All Sunsets - Demo 1994
- Tragedies - CD 1995
- To Mourn is a Virtue - Demo 1997
- The Passion Play - Demo 1999
- In Fields of Pestilent Grief - CD 2002
- From These Wounds - CD 2006
- As the Light Does the Shadow - CD 2008
- To Mourn is a Virtue - CD 2011
- Oratorium - CD 2012

## Miembros actuales
- Sindre Nedland - Voz
- Erlend E. Nybø - Guitarra
- Mats Lerberg - Guitarra
- Anders Eek - Batería

## Músicos invitados
- Jon Borgerud - sintetizador y teclados (en vivo)

### Miembros pasados
- Einar Frederikson - voz y bajo(1991 - 2003 †)
- Kjetil Ottersen - Guitarras, sintetizador y teclados, programación, piano. (2001 - 2007)
- Frode Forsmo - voz y bajo (2004 - 2010)
- Christian Loos - guitarras (1991 - 2006 †)
- Thomas Angell - guitarras (1993 - 1997)
- Idar Burheim - guitarras (1999 - 2001)
- Toril Snyen - Voz (1994 - 1995)
- Sarah Eick - Voz (1996 - 1997)
- Hanne Hukkelberg - Voz (1999 - 2003)